# アスコリ・ピチェーノ
アスコリ・ピチェーノ（伊: Ascoli Piceno ( 音声ファイル)）は、イタリア共和国マルケ州にある都市で、人口約46,000人の基礎自治体（コムーネ）。アスコリ・ピチェーノ県の県都である。

## 名称
各言語で以下の名を持つ。
- イタリア語: Ascoli Piceno [ˈaskoli piˈtʃɛːno]
- ラテン語: Asculum[4]　（アスクルム）

ラテン語で「アスクルム」と呼ばれた町は2つあり、それぞれ古戦場として知られる。1つはこのアスコリ・ピチェーノで、紀元前89年のアスクルムの戦い（同盟市戦争中の戦闘）の舞台となった。もう1つは現在のアスコリ・サトリアーノ（プッリャ州フォッジャ県）で、ピュロス戦争 (Pyrrhic War) 中のアスクルムの戦いや第二次ポエニ戦争中のアスクルムの戦い（カヌシウムの戦い）の舞台となったアスクルムである。

## 地理

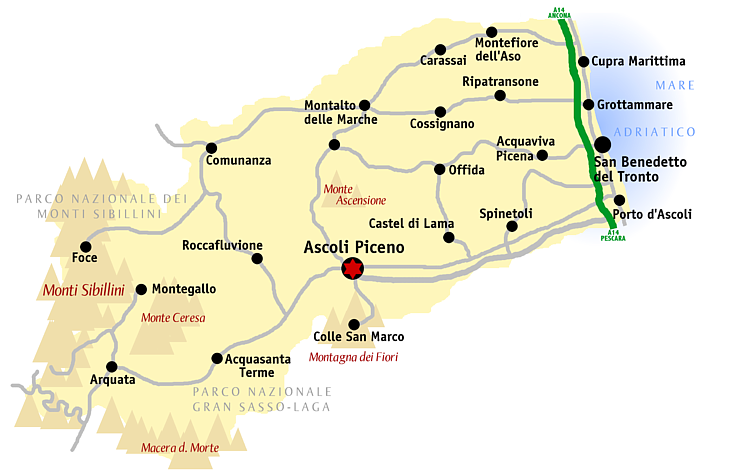
アスコリ・ピチェーノ県概略図

### 位置・広がり
アスコリ・ピチェーノ県中部、ヴァッレ・デル・トロント（Valle del Tronto、トロント川流域）に所在するコムーネ。アスコリ・ピチェーノの町は、テーラモから北北西へ24km、トロント川河口のポルト・ダスコリから西南西から27km、フェルモから南南西へ36km、リエーティから北東へ77km、州都アンコーナから南へ85km、首都ローマから北東へ138kmの距離にある。
アスコリの町は、ローマとアドリア海岸を結ぶ古代のサラリア街道沿いにあり、現代の国道4号線に受け継がれている。アドリア海沿岸部へは、鉄道がサン・ベネデット・デル・トロントとの間を、高速道路がポルト・ダスコリとの間を結んでいる。
市域の西方に飛び地 Piana della Forcella がある。
| 隣接するコムーネは以下の通り。括弧内のTEはテーラモ県所属を示す。 - ロテッラ - 北 - カスティニャーノ - 北 - アッピニャーノ・デル・トロント - 北東 - カステル・ディ・ラーマ - 東 - カストラーノ - 東 - コッリ・デル・トロント - 東 - アンカラーノ (TE) - 東 - サンテジーディオ・アッラ・ヴィブラータ (TE) - 南東 - マルティニャーノ - 南東 - フォリニャーノ - 南東 - チヴィテッラ・デル・トロント (TE) - 南 - ヴァッレ・カステッラーナ (TE) - 南 - アックアサンタ・テルメ - 南西 - ロッカフルヴィオーネ - 西 - ヴェナロッタ - 北西 |

### 地勢
アルコリ・ピチェーノの町はトロント川の流域にあり、カステッラーノ川が合流する地点にある。町の三方は山に囲まれている。
市域周縁には、2つの国立自然公園が指定されている。北西のグラン・サッソ・エ・モンティ・デッラ・ラガ国立公園 (Gran Sasso e Monti della Laga National Park) 、南のモンティ・シビッリーニ国立公園 (Monti Sibillini National Park) である。

### 気候分類・地震分類
アスコリ・ピチェーノにおけるイタリアの気候分類 (it) および度日は、zona D, 1698 GGである。
また、イタリアの地震リスク階級 (it) では、zona 2 (sismicità media) に分類される。

## 歴史
アスコリ・ピチェーノは、イタリック人のピケニ族 (Picentes) によって建設された都市である。数世紀のち、ローマ人たちはアドリア海で生産される塩をラティウムに運ぶための塩の道としてサラリア街道を建設した。紀元前268年、この都市はローマから名目上は独立した civitas foederata となった。紀元前91年、中央イタリアのほかの都市とともにローマに反抗した（同盟市戦争）。しかし紀元前89年、グナエウス・ポンペイウス・ストラボとのアスクルムの戦いで敗れ、都市は占領・破壊された。住民はローマの市民権を得、その後都市は発展し、ローマ帝国の崩壊を迎えた。
中世、アスコリは東ゴート人によって破壊され、ついで578年にはランゴバルド人のファロルド1世 (Faroald I of Spoleto) による破壊を受けた。その後2世紀にわたり、ランゴバルド王国のスポレート公国の支配下に置かれた（593年 – 789年）。ついでフランク人が代理人を通してこの地を支配し、最終的には司教 (Roman Catholic Diocese of Ascoli Piceno) がこの都市に対する影響力と権力を獲得した。
1189年には、共和主義者によるコムーネが設立されたが、都市内部の紛争は市民の価値観と自由の終焉、近隣の敵による危険をもたらすことになった。こうした都市に不安定な状況は、外来の独裁者による支配に道を開いた。たとえば14世紀、ガレオット1世・マラテスタ (Galeotto I Malatesta) は当初フェルモとの戦争の中で傭兵隊長（コンドッティエーレ）として迎えられ、次いでフランチェスコ・スフォルツァがその座についた。1482年にスフォルツァは失脚したが、教皇の宗主権に服属することを再び強いられた。
1860年のイタリア統一に際し、教皇領のマルケ・ウンブリアとともに、新たなイタリア王国に併合された。

## 行政

### 分離集落
アスコリ・ピチェーノには、以下の分離集落（フラツィオーネ）がある。
- Bivio Giustimana, Borgo Faiano, Campolungo, Caprignano, Carpineto, Casalena, Casamurana, Case Schiavi, Castel Trosino, Cavignano, Cervara, Colle, Colle San Marco, Colloto, Colonna, Colonnata, Coperso, Fonte di Campo, Funti, Giustimana, Il Palazzo, Lago, Lisciano, Lisciano di Colloto, Montadamo, Monte di Rosara, Monticelli, Morignano, Mozzano, Oleificio Panichi, Palombare, Pedana, Piagge, Pianaccerro, Polesio, Ponte Pedana, Porchiano, Rosara, San Gaetano, San Pietro, Santa Maria a Corte, Talvacchia, Taverna di mezzo, Trivigliano-Villa Pagani, Tozzano, Tronzano, Valle Cupa, Valle Fiorana, Valle Senzana, Valli, Vena piccola, Venagrande, Villa Sant'Antonio.

## スポーツ
サッカークラブチーム、アスコリ・カルチョ1898 FCの本拠地。ホームグラウンドはスタディオ・シーノ・エ・リーリョ・デル・ドゥーカである。

## 交通

### 道路
高速道路
- RA11  (it:Raccordo autostradale 11)

国道
- SS4  (it:Strada statale 4 Via Salaria)

### 鉄道
- アスコリ・ピチェーノ＝サン・ベネデット・デル・トロント線 (it:Ferrovia Ascoli Piceno-San Benedetto del Tronto)

## 姉妹都市
- - マシー、フランス
- - トリーア、ドイツ
- - バンスカー・ビストリツァ、スロヴァキア